# Diepswal (Zuidhorn)
Pour les articles homonymes, voir Diepswal.
Diepswal est un hameau de la commune néerlandaise de Westerkwartier, situé dans la province de Groningue. 

## Géographie
Diepswal est situé le long du Hoendiep, en face de la route reliant Briltil à Enumatil.

## Histoire
Diepswal fait partie de la commune de Zuidhorn avant le 1er janvier 2019, date à laquelle celle-ci est rattachée à Westerkwartier.